# Matka odchodzi
Matka odchodzi – tom poetycki Tadeusza Różewicza wydany w 1999 we Wrocławiu przez Wydawnictwo Dolnośląskie; w 2000 tom został nagrodzony Nagrodą Literacką „Nike”. Książka również otrzymała Śląski Wawrzyn Literacki. 
Jest to szkic wspomnieniowy, ukazujący relację między synem a matką. Składa się z przemyśleń, wierszy (także tych dawniejszych, sprzed ok. 30 lat) autora dotyczących jego matki Stefanii. Opisuje jej pobyt w szpitalu (1957) i śmierć na chorobę nowotworową. Zawiera także wiele fotografii rodzinnych, zapiski jego brata i matki.